# Pavlovci, Ormož
Pavlovci este o localitate din comuna Ormož, Slovenia, cu o populație de 191 de locuitori.